# Vittorino Chiusano
Vittorino Chiusano (Trieste, 27 febbraio 1925 – Torino, 17 aprile 2018) è stato un politico italiano, esponente della Democrazia Cristiana e parlamentare europeo.
È stato eletto alle elezioni europee del 1984 per le liste della DC. È stato membro della Commissione per i bilanci, della Delegazione per le relazioni con gli Stati del Golfo, della Commissione per i problemi economici e monetari e la politica industriale, della Delegazione per le relazioni con l'Unione delle Repubbliche Socialiste Sovietiche, della Delegazione per le relazioni con i paesi dell'Asia del Sud.